# Asuncion Island
Asuncion (lub Ascuncion od hiszp. Asunción de María lub la Nuestra Señora Santa María de la Asunción pl: Wniebowzięcie Najświętszej Maryi Panny) – trzecia z najbardziej wysuniętych na północ niezależnych wysp wulkanicznych należących do archipelagu Marianów Północnych. Jest oddalona o 37 km na południowy wschód od Maug Islands i o 101 km na północny zachód od Agrihan.

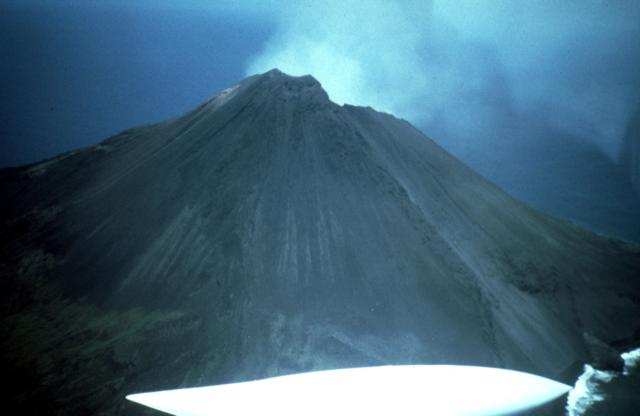

Asuncion jest stratowulkanem, wysokim na 857 metrów n.p.m. oraz zajmującym powierzchnię 7,31 km². Większość jego linii brzegowej jest skalista, a pochylenie niekiedy poprzerywane jest wąwozami. Jest częścią okręgu administracyjnego Northern Islands.
Wyspa Asuncion jest silnie porośnięta palmą kokosową oraz innymi gatunkami drzew. Pozostaje niezamieszkana.